# 갈고둥상과
갈고둥상과(Neritimorpha)는 복족류에 속하는 분류군의 하나이다. 주로 해양 달팽이와 갈고둥류, 해양 복족류 연체동물로, 고리갈고둥류(2005년 부쉐 & 로크루아의 복족류 분류에 의해)에 속한다.
이전에는 이 상과를 갈고둥상목(Neritopsina)에 속하는 갈고둥목(Neritoida)으로 분류했다.

## 과
2005년 부쉐 & 로크루아의 복족류 분류에 의하면, 갈고둥상과에 포함되는 과는 아래와 같다.
- 갈고둥과 (Neritidae) - 담수 및 해양 갈고둥류
- 말굽삿갓조개과 (Phenacolepadidae) - 말굽삿갓조개
- † Pileolidae